# سعيد فانونا
سعيد فانونا هو زعيم سياسي وعسكري فلسطيني. اعتقلته إسرائيل في عام 1980 وتم ترحيله إلى لبنان حيث أصبح ضابطا في حركة فتح التي يرأسها ياسر عرفات. بعد التوقيع على اتفاقيات أوسلو سمح له بالعودة إلى الأراضي الفلسطينية في عام 1994 وعمل في السلطة الوطنية الفلسطينية.
على الرغم من أنه لا يزال عضوا في حركة فتح إلا أن فانونا نأى بنفسه عن محمود عباس منذ أن أصبح رئيس السلطة الوطنية الفلسطينية. بعد معركة غزة تم تعيين فانونا رئيس الأمن في قطاع غزة في حكومة حركة حماس إسماعيل هنية.